# Nietiahy
Nietiahy – wieś w Polsce położona w województwie lubelskim, w powiecie parczewskim, w gminie Dębowa Kłoda. Leży przy drodze Uhnin – Kodeniec. 
W latach 1975–1998 miejscowość administracyjnie należała do województwa bialskopodlaskiego.
Wieś stanowi sołectwo w gminie Dębowa Kłoda. Według Narodowego Spisu Powszechnego z roku 2011 wieś liczyła 75 mieszkańców.
Wierni Kościoła rzymskokatolickiego należą do parafii Narodzenia Najświętszej Maryi Panny w Kodeńcu.

## Historia
Według danych Towarzystwa Kredytowego Ziemskiego w wieku XIX wieś folwarczna w folwarku Lubiczyn „B”.